# Ted Hill
Theodore Preston Hill (28 dicembre 1943) è uno statistico statunitense, noto per aver dimostrato un importante teorema riguardante la variabile casuale di Benford.

## Biografia
Nel 1966 conseguì il B.S. in ingegneria presso l'Accademia militare di West Point e nel 1968 il M.S. in ricerca operativa alla Stanford University.
Dal giugno 1968 al settembre 1970 è capitano dell'esercito statunitense nella guerra del Vietnam.
Consegue successivamente il M.A. e il Ph.D. in matematica presso la Università della California a Berkeley
(rispettivamente nel 1974 e nel 1977).

## Alcune sue pubblicazioni
- "Base invariance implies Benford's Law" in Proceedings of the American Mathematical Society, 1995
- "The Significant-Digit Phenomenon", in American Mathematical Monthly, 1995
- "A note on distributions of true versus fabricated data" in Perceptual and Motor Skills, 1996
- "A statistical derivation of the significant-digit law" in Statistical Science, 1996
- "The first-digit phenomenon" in American Scientist, 1996
- "The difficulty of faking data" in Chance, 1999